# جويل إتش. جونسون
جويل إتش. جونسون هو كاتب ترانيم وسياسي أمريكي، ولد في 23 مارس 1802 في غرافتون في الولايات المتحدة، وتوفي في 24 سبتمبر 1882 في مقاطعة كين في الولايات المتحدة.